# Шпанцирфест
Шпанцирфест (хорв. Špancirfest) — ежегодный уличный фестиваль, проводящийся в хорватском городе Вараждин с 1999 года.
По замыслу организаторов, Шпанцирфест является продолжением двух традиционных, проводимых в Вараждине в эпоху средневековья, мероприятий: Вараждинской ярмарки и Вараждинского дня гильдий. Бо́льшая часть событий, связанных со Шпанцирфестом, проводятся прямо на улицах города, где его участники знакомят гостей фестиваля со средневековым творчеством, ремёслами, а также культурой и историей самого Вараждина.
Традиционно фестиваль проводится в конце августа, его длительность составляет десять дней, за которые его успевают посетить около полумиллиона гостей из Хорватии и других стран. Наряду с музыкальным фестивалем «Вараждинские барочные вечера», Шпанцирфест является одним из самых узнаваемых фестивалей в Хорватии. По данным опроса, проведённого в 2022 году Советом по туризму города Вараждин, о Шпанцирфесте были осведомлены около 90 % опрошенных жителей в 321 населённом пункте по всей Хорватии.
Название фестиваля происходит от заимствованного из немецкого языка слова «spazieren» (с нем. — «прогулка»).

Старинные ремёсла во время фестиваля
Уличные артисты
Уличные музыканты